# ADT
 ADT (engelska air-dry tonne) betecknar lufttorrt ton av pappersmassa. Förkortningen skrivs normalt som ADt, Adt eller adt, eftersom ton normalt betecknas med t (litet t). Ibland förekommer också tAD.
Lufttorrhet definieras som 90 procents torrhalt på massan. Detta innebär att 1 ADt är lika med 900 kg absolut torr massa plus 100 kg i massan bundet vatten. Pappersmassa torkas därför standardmässigt bara till 90 procents torrhalt i bruken eftersom massan annars ändå absorberar ca 10 procent vatten från atmosfären. Massabrukens produktion anges oftast i form av lufttorr massa. Till exempel avser produktionsuppgiften 500.000 t per år normalt 500.000 ADt per år.
I anglosaxisk litteratur används ofta akronymen ADMT för att markera att man avser air-dry metric ton, eftersom det anglosaxiska måttsystemet också innefattar så kallat short ton (lika med 2000 lbs).
Papper absorberar normalt mindre mängd fukt än massa och papper torkas oftast i pappersmaskinerna till 93-95 procents torrhalt. Av detta skäl används inte beteckningen ADt för papper. För att markera att man avser maskintorkat eller lufttorrt papper, inte absolut torrt papper, kan man i dessa fall förtydliga genom att skriva till exempel tfp eller tFP (ton finished paper), men dylika beteckningar för papper är inte vedertagna och bör i så fall förklaras.